# Gare de Fontenille
La gare de Fontenille, officiellement arrêt facultatif de Fontenille, est un ancien arrêt situé sur la ligne de Saint-Jean-d'Angély à Cognac. L'arrêt était situé sur la commune de Cherves-Richemont, en Charente. 
C'était un arrêt ouvert uniquement aux voyageurs. Il a fermé le jour de la fermeture de la ligne, le 31 décembre 1950.

## Situation ferroviaire
L'arrêt de Fontenille est situé au sud de la Cherves-Richemont, à proximité du hameau de Fontenille. Son emplacement a pu être déterminé grâce à des prises de vue aériennes. 
L'arrêt est situé entre l'arrêt facultatif du Coudret et la gare de Cognac - Saint-Jacques. 

## Histoire
Cette gare a été ouverte entre 1912 et 1943 (sur les horaires de 1912 cet arrêt n'y figurait pas tandis qu'en 1943 il y figurait). Néanmoins, cet arrêt a probablement été ouvert à la fin des années 1930, en même temps que l'arrêt du Défend, lorsque la ligne, à la recherche d'un second souffle a décidé d'ouvrir plusieurs arrêts facultatifs pour tenter d'augmenter le nombre de voyageurs. La ligne ferme à tout trafic le 31 décembre 1950. 

## Service des voyageurs

### Accueil
L'arrêt ne disposait pas de vente de billet ni de personnel. Il s'agissait d'un arrêt facultatif : les trains ne s'y arrêtaient que s'il y avait du monde à prendre ou à laisser. Un abri voyageur, de conception tardive, ne respectant donc pas les normes CFD fut établi à l'ouverture de la halte. 

### Desserte
La halte était desservie par des trains effectuant des trajets entre Cognac et Saint-Jean-d'Angély.

## Patrimoine ferroviaire
Il ne subsiste rien de la halte aujourd'hui, le bâtiment a disparu, néanmoins, la plateforme de la ligne est toujours assez visible au niveau de la halte car le talus a été gardé.